# Priabonien
| Systeem Periode                            | Serie Tijdvak | Etage Tijdsnede | Ouderdom (Ma) |
| ------------------------------------------ | ------------- | --------------- | ------------- |
| Neogeen                                    | Mioceen       | Aquitanien      | jonger        |
| Paleogeen                                  | Oligoceen     | Chattien        | 23,03–28,1    |
| Paleogeen                                  | Oligoceen     | Rupelien        | 28,1–33,9     |
| Paleogeen                                  | Eoceen        | Priabonien      | 33,9–38,0     |
| Paleogeen                                  | Eoceen        | Bartonien       | 38,0–41,3     |
| Paleogeen                                  | Eoceen        | Lutetien        | 41,3–47,8     |
| Paleogeen                                  | Eoceen        | Ypresien        | 47,8–56,0     |
| Paleogeen                                  | Paleoceen     | Thanetien       | 56,0–59,2     |
| Paleogeen                                  | Paleoceen     | Selandien       | 59,2–61,6     |
| Paleogeen                                  | Paleoceen     | Danien          | 61,6–66,0     |
| Krijt                                      | Boven         | Maastrichtien   | ouder         |
| Indeling van het Paleogeen volgens de ICS. |               |                 |               |

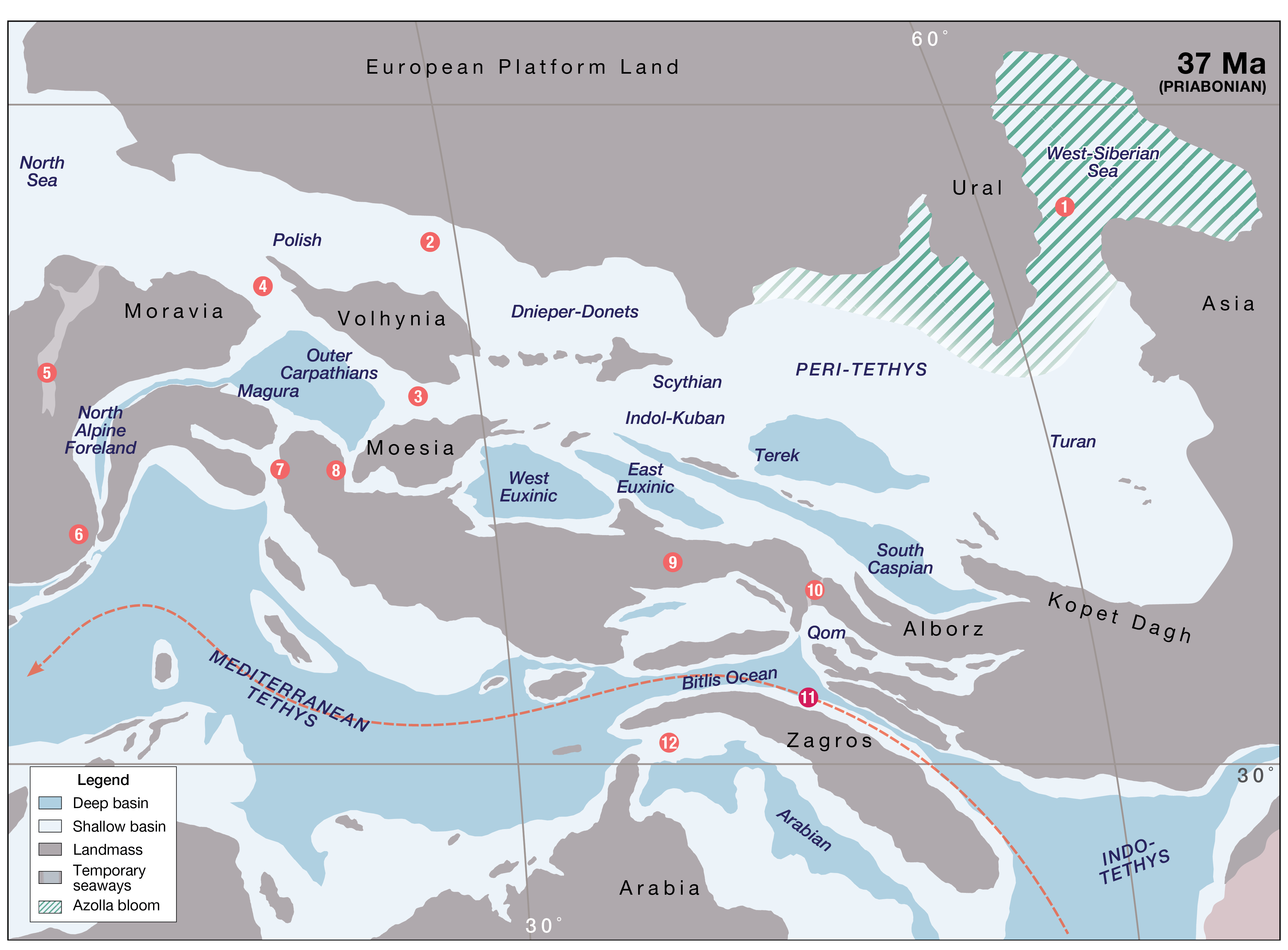

Het Priabonien (Vlaanderen: Priaboniaan) is een tijdperk in de geologische tijdschaal, dat duurde van 38,0 tot 33,9 Ma. Het Priabonien is de laatste tijdsnede of bovenste etage in het Eoceen. Het komt na het Bartonien en na het Priabonien komt het Rupelien, de onderste etage of vroegste tijdsnede in het Oligoceen.

## Naamgeving en definitie
Het Priabonien is genoemd naar Priabona in de Italiaanse gemeente Monte di Malo vlak bij Vicenza. De naam van de etage werd in 1893 ingevoerd door de Franse geologen Ernest Munier-Chalmas en Albert de Lapparent.
De basis van het Priabonien wordt gedefinieerd door het vroegste voorkomen van nannoplanktonsoort Chiasmolithus oamaruensis. In 2007 was nog geen golden spike voor de etage vastgelegd. De basis van het Rupelien vormt de top van het Priabonien. Deze ligt bij het uitsterven van de planktonische foraminifeer Hantkenina. Deze gebeurtenis vond plaats vlak voor een grote verandering in de zoogdier-fauna van Europa en Azië, die gepaard ging met een grote massa-extinctie en de grande coupure genoemd wordt.